# 尼斯河畔亚布洛内茨
尼斯河畔亚布洛内茨（發音：[ˈjablonɛts ˈnad ɲɪsou] ⓘ）是捷克共和国波希米亚地区北部城镇，位于尼萨河上，是利贝雷茨州第二大城镇。
该镇为坐落在伊泽拉山脉的著名度假胜地、教育中心以及玻璃和珠宝的生产中心。